# خيرة خلف الله
خيرة خلف الله (مواليد 12 سبتمبر 1972) هي كاتبة تونسية.

## مسيرتها العملية
عملت أستاذة للغة العربية، كما عملت مراسلة صحفية لبعض الصحف الإلكترونية والمطبوعة من بينها «صدّانا» الإماراتية، و«أويا» الليبية، و«المثقف» و«أصوات الشمال» و«الوسط الفلسطيني العربي» و«وكالة أنباء الرابطة» و«موقع فوبيا أمريكا» و«النور للثقافة» وغيرها، كما كتبت في في مجلات تونسية منها «شمس الجنوب» و«الملاحظ» و«مرآة الوسط».

## مؤلفاتها
- «رذاذ الأمكنة» (رواية)، 2013[3][4][5]
- «عواطف مفخخة» (رواية)، 2015[6][7][8]
- «الرقص على أصابع الورد» (ديوان شعري)، 2015[3][9]
- «حنين إفريقي» (رواية)، 2017[10][11][12]

## جوائز
- الجائزة الثانية في القصّة القصيرة الواحدة، نادي القصة بالحمامات، 2003[1]
- الجائزة الأولى في الشعر، الملتقى الوطني (محمّد العروسي المطوي)، المطويّة، 2005[1]
- الجائزة الثانية في القصّة القصيرة الواحدة، نادي القصة بالحمامات، 2006[1]
- الجائزة الأولى في النقد، الملتقى العربي (محمّد البشروش)، 2009[1]
- الجائزة الأولى في الرواية، دار أوبرا للنشر، مسابقة دار أوبرا للتميز والإبداع الأدبي، 2010[13]
- الجائزة الأولى، مسابقة دار ليلي في الرواية، 2010[14]
- الجائزة الثانية في الشعر العمودي، جائزة النور السابعة للإبداع[15]